# Đurinci
Đurinci (izvirno srbsko Ђуринци) je naselje v Srbiji, ki upravno spada pod Mestno občino Sopot; slednja pa je del Mesta Beograd.

## Demografija
V naselju, katerega izvirno (srbsko-cirilično) ime je Ђуринци, živi 851 polnoletnih prebivalcev, pri čemer je njihova povprečna starost 40,9 let (39,5 pri moških in 42,3 pri ženskah). Naselje ima 365 gospodinjstev, pri čemer je povprečno število članov na gospodinjstvo 2,98.
To naselje je v glavnem srbsko (glede na popis iz leta 2002).
|  |

| Demografija | Demografija     | Demografija     |
| Leto        | Št. prebivalcev | Št. prebivalcev |
| ----------- | --------------- | --------------- |
|             |                 |                 |
|             |                 |                 |
|             |                 |                 |
|             |                 |                 |
| 1948        | 1090            |                 |
| 1953        | 1079            |                 |
| 1961        | 1181            |                 |
| 1971        | 1092            |                 |
| 1981        | 1210            |                 |
| 1991        | 1255            | 1088            |
| 2002        | 1298            | 1088            |
|             |                 |                 |

| Etnična sestava po popisu iz leta 2002 | Etnična sestava po popisu iz leta 2002 | Etnična sestava po popisu iz leta 2002 | Etnična sestava po popisu iz leta 2002 | Etnična sestava po popisu iz leta 2002 |
| -------------------------------------- | -------------------------------------- | -------------------------------------- | -------------------------------------- | -------------------------------------- |
| Srbi                                   | Srbi                                   |                                        | 1.041                                  | 95,68%                                 |
| Črnogorci                              | Črnogorci                              |                                        | 20                                     | 1,83%                                  |
| Romi                                   | Romi                                   |                                        | 2                                      | 0,18%                                  |
| Nemci                                  | Nemci                                  |                                        | 2                                      | 0,18%                                  |
| Hrvati                                 | Hrvati                                 |                                        | 1                                      | 0,09%                                  |
| Slovenci                               | Slovenci                               |                                        | 1                                      | 0,09%                                  |
| Madžari                                | Madžari                                |                                        | 1                                      | 0,09%                                  |
| Makedonci                              | Makedonci                              |                                        | 1                                      | 0,09%                                  |
| Neznano                                | Neznano                                |                                        | 4                                      | 0,36%                                  |